# Crisa (Tróade)

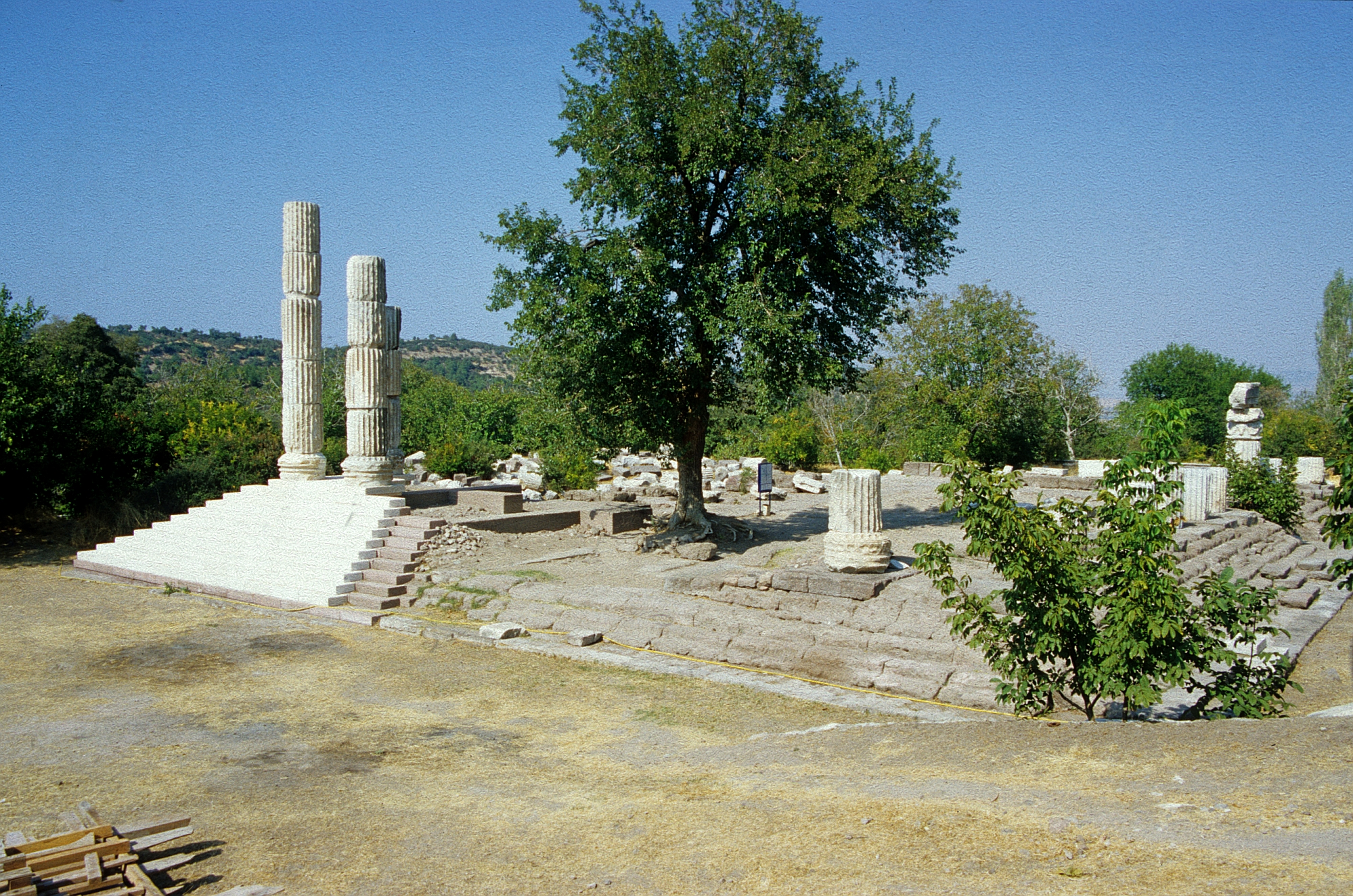
Templo de Apolo Esminteo de Crisa.

Crisa (en griego Χρύση ‘dorada’) era una antigua ciudad de la Tróade.
Homero, en el canto I de la Ilíada, la menciona como el lugar donde se rendía culto a Apolo Esminteo y vivían Crises y Criseida, nombres que derivan del topónimo. Era una ciudad costera cerca de Tebas Hipoplacia, que en época de Estrabón estaba desierta. Plinio el Viejo cita Crisa entre las ciudades desaparecidas pero señala que el templo de Apolo Esminteo todavía estaba en pie. Se localiza en la moderna Gülpinar.
Estrabón distingue dos asentamientos: la antigua Crisa mencionada por Homero y otro asentamiento, al que llama «Crisa cilicia», sin puerto, fundado cuando los cilicios fueron expulsados a Panfilia y a Hamaxito, y allí fue trasladado el santuario de Apolo Esminteo, donde había una imagen de madera obra de Escopas de Paros. Se localiza actualmente en Göz Tepe.